# Трёшников, Алексей Фёдорович
Алексе́й Фёдорович Трёшников (1 (14) апреля 1914, с. Павловка, Симбирская губерния (ныне Барышский район Ульяновской области), Российская империя — 18 ноября 1991, Санкт-Петербург, РСФСР, СССР) — советский океанолог, географ, исследователь Арктики и Антарктики. Доктор географических наук (1963), профессор (1967), академик АН СССР (1981).

## Биография
По окончании географического факультета ЛГУ в 1939 году работал в Арктическом и Антарктическом научно-исследовательском институте, директором которого был с 1960 по 1981 год.

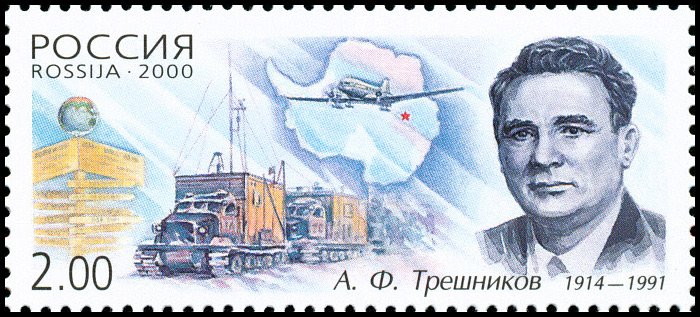
Марка России 2000 года, посвящённая А. Ф. Трёшникову

В этот период в Арктике проводились активные исследования, а с середины 1970-х годов начался новый этап активной практической работы, связанной с созданием новых ледоколов типа «Арктика».
Ввод в строй этих судов позволил выполнять круглогодичную навигацию по Северному морскому пути.
Одним из первых рейсов «Арктики» стал поход на Северный полюс в 1977 году, на судне отправилось три группы ААНИИ во главе с полярником И. П. Романовым. Доклад об итогах гидрометеорологического обеспечения похода был представлен 
А. Ф. Трёшниковым и И. П. Романовым на заседании коллегии в Главном управлении Гидрометеослужбы СССР.
Участник двадцати двух экспедиций в Арктику и Антарктику. Участник высокоширотных воздушных экспедиций «Север-2» и «Север-4». Начальник дрейфующей станции «Северный полюс-3» (1954—1955), 2-й и 13-й советских антарктических экспедиций АН СССР (1956—1958 и 1967—1968).
С 1964 года — вице-президент, с 1977 по 1991 год — президент Географического общества СССР.
С 1981 по 1991 год заведующий кафедрой океанологии ЛГУ.
С 1982 года директор Института озероведения АН СССР.
Участник создания Атласа Антарктики (1966—1969), главный редактор Атласа Арктики, Географического энциклопедического словаря (1988—1989).
Поддержал новое научное направление — теорию самоорганизации и саморегуляции природных систем D-SELF. Первые научные статьи по этому научному направлению А. Ф. Трёшников представлял в «Доклады Академии наук» (ДАН). Некоторые из этих работ были переведены на английский язык и опубликованы за рубежом. Монография А. Г. Иванова-Ростовцева и Л. Г. Колотило по этой тематике была посвящена памяти А. Ф. Трёшникова.
Умер 18 ноября 1991 года в Санкт-Петербурге и похоронен на кладбище в Комарово.

## Награды

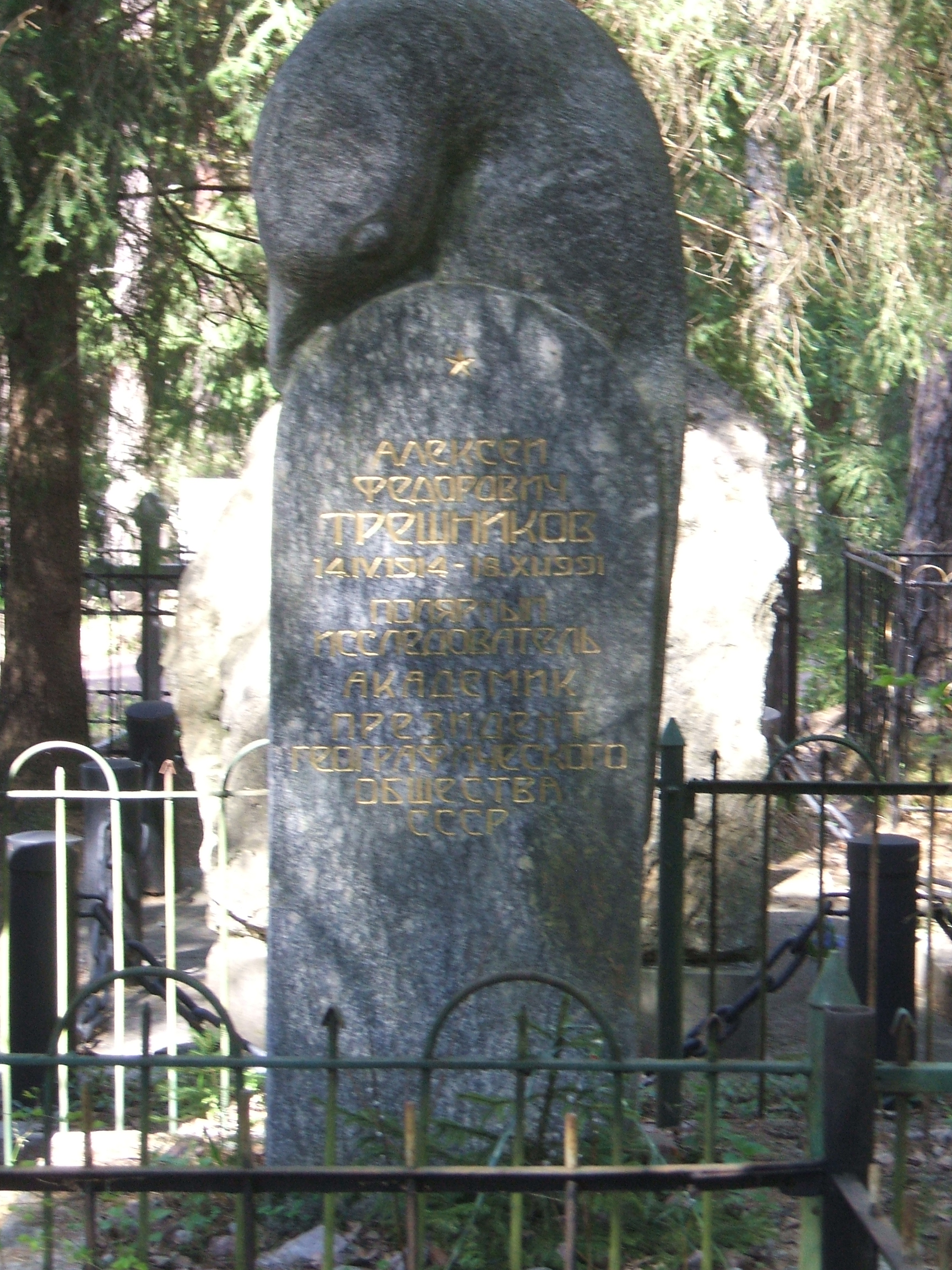
Могила А. Ф. Трёшникова в Комарове

- Герой Социалистического Труда (1949).
- Государственная премия СССР за участие в составлении «Атласа Антарктики» (1971).
- Золотая медаль им. Литке и Большая золотая медаль Географического общества СССР.
- 3 ордена Ленина, орден Октябрьской Революции, орден «Знак Почёта», медали.

## Память
- Имя А. Ф. Трёшникова носит малая планета 3339 Трёшников, открытая чешским астрономом Антонином Мркосом в 1978 году[5].

- Именем Трёшникова названо научно-экспедиционное судно для арктической экспедиции проекта 22280 «Академик Трёшников» (судостроительное предприятие «Адмиралтейские верфи»). Судно спущено на воду 29 марта 2011 года[6].

- В родном селе школе присвоено его имя.

- В Ульяновском государственном педагогическом университете проходит ежегодная научно-практическая конференция «Трёшниковские чтения»[7].

Нагрудный знак «Почётный гражданин Ульяновской области».

- Нагрудный знак «Почётный гражданин Ульяновской области».Постановлением Правительства Российской Федерации от 6 апреля 1998 года именем А. Ф. Трешникова назван залив, расположенный в южной части моря Дейвиса, между мысом Максимова и мысом Визе[8].
- В 2016 году А. Ф. Трёшникову присвоено звание «Почётный гражданин Ульяновской области», с занесением в Золотую книгу Почёта Ульяновской области (посмертно)[9].
- В Ульяновске имя Трёшникова носит библиотека великих открытий № 7 на улице Станкостроителей.

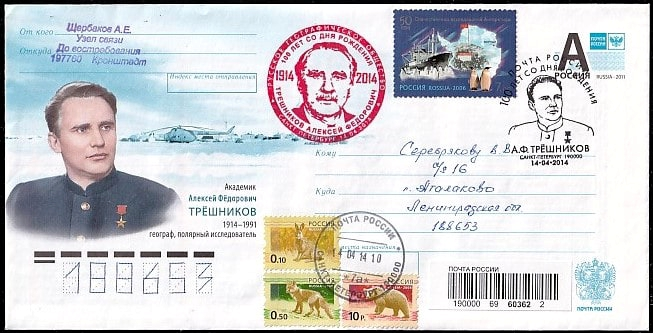
ХМК с СГ "100 лет со дня рождения Трёшникова А. Ф." (2014).

## Книги
- Трёшников А. Ф., Пасецкий В. М. Соломон Андрэ. — М.: Географгиз, 1957. — (Замечательные географы и путешественники).
- Трёшников А. Ф. История открытия и исследования Антарктиды. — М.: Географгиз, 1963. — 431 с — (Открытие Земли).
- Трёшников А. Ф. Циркуляция вод и дрейф льдов Южного океана.// Основные проблемы океанологии. — М., 1968.
- Трёшников А. Ф. Вокруг Антарктиды. — Л.: Гидрометеоиздат, 1970. — 256 с.
- Трёшников А. Ф., Баранов Г. И. Структура циркуляции вод Арктического бассейна. — Л.: Гидрометеоиздат, 1972. — 158 с.
- Трёшников А. Ф. Зимой в Южном океане. — Л.: Гидрометеоиздат, 1976. — 88 с.
- Трёшников А. Ф. Их именами названы корабли науки: Проф. Визе, проф. Зубов, М. Сомов. — Л.: Гидрометеоиздат, 1978. — 192 c.
- Трёшников А. Ф. Антарктика: исследования, открытия. — Л.: Гидрометеоиздат, 1980. — 120 с.
- Трёшников А. Ф. Мои полярные путешествия. — М.: Мысль, 1985. — 476 с.
- Трёшников А. Ф. Академик Фёдоров: Их именами названы корабли науки. — Л.: Гидрометеоиздат, 1990. — 128 с.